# Phoronis ovalis
Phoronis ovalis — вид форонід. Поширений, в основному, на мілководді у Північно-Східній, Південно-Східній та Південно-Західній Атлантиці, але спостерігався і в інших регіонах Світового океану.

## Опис
Невеликий черв'як підковоподібної форми завдовжки до 15 мм і діаметром 0,15-0,35 мм. Лофофор простий, овальної форми, з 11-28 щупальцями. Гігантського нервового волокна, яке типове для роду, немає. Тварина прозора, іноді з коричневим літофором. Кровоносна, екскреторна та нервова системи є двостороньо-симетричними, що не характерно для інших членів роду.